# Tobagói amazília
A tobagói amazília (Saucerottia tobaci) a madarak osztályának sarlósfecske-alakúak (Apodiformes) rendjébe és a kolibrifélék (Trochilidae) családjába tartozó faj.

## Rendszerezése
A fajt Johann Friedrich Gmelin német természettudós írta le 1788-ban, a Trochilus nembe Trochilus tobaci néven. Sorolták a Amazilia nembe Amazilia tobaci néven is.

## Alfajai
- Saucerottia tobaci aliciae Richmond, 1895
- Saucerottia tobaci caudata Zimmer & W. H. Phelps, 1949
- Saucerottia tobaci caurensis (Berlepsch & Hartert, 1902)
- Saucerottia tobaci erythronotos (Lesson, 1829)
- Saucerottia tobaci feliciae (Lesson, 1840)
- Saucerottia tobaci monticola (Todd, 1913)
- Saucerottia tobaci tobaci (Gmelin, 1788)

## Előfordulása
Grenada, Trinidad és Tobago, valamint Francia Guyana és Venezuela területén honos. Természetes élőhelyei a szubtrópusi vagy trópusi száraz erdők, mangroveerdők, síkvidéki és hegyi esőerdők,  száraz szavannák, valamint ültetvények, vidéki kertek, erősen másodlagos erdők és városi környezet. Állandó, nem vonuló faj.

## Megjelenése
Testhossza 11 centiméter.
|  |

## Életmódja
Nektárral táplálkozik.

## Természetvédelmi helyzete
Az elterjedési területe nagyon nagy, egyedszáma ismeretlen. A Természetvédelmi Világszövetség Vörös listáján nem fenyegetett fajként fajként szerepel.